# Rue Cornet de Grez
La rue Cornet de Grez (en néerlandais : Cornet de Grezstraat) est une petite rue bruxelloise à cheval sur la commune de Saint-Josse-ten-Noode et la commune de Schaerbeek qui va de la rue Royale à la chaussée de Haecht.
La numérotation des habitations va de 1 à 23 pour le côté impair qui est entièrement sur Schaerbeek et de 4 à 20 pour le côté pair qui est entièrement sur Saint-Josse.
La rue porte le nom d'un homme politique belge, le comte Ferdinand Cornet de Grez, né à Bruxelles le 5 octobre 1797 et décédé à Bruxelles le 25 janvier 1869.

## Adresses notables
à Saint-Josse-ten-Noode :

- no 16 : Dépôt communal

à Schaerbeek :

- no 17 : 1x2x3 asbl